# İpsala (district)
İpsala is een Turks district in de provincie Edirne en telt 30.240 inwoners (2007). Het district heeft een oppervlakte van 653,2 km².
De bevolkingsontwikkeling van het district is weergegeven in onderstaande tabel.
| 1997   | 2000   | 2007   |
| ------ | ------ | ------ |
| 34.155 | 33.564 | 30.240 |